# Сарт (река)
Сарт (фр. Sarthe) је река у Француској. Дуга је 313 km. Улива се у Мен.